# Dole (Jura)
Dole település Franciaországban, Jura megyében. Lakosainak száma 23 784 fő (2022. január 1.). Dole Jouhe, Authume, Brevans, Champvans, Choisey, Crissey, Falletans, Foucherans, La Loye, Monnières, Parcey, Sampans és Villette-lès-Dole községekkel határos.

## Népesség
A település népességének változása:
| Lakosok száma | 27 188 | 26 889 | 24 949 | 24 606 | 23 685 | 23 373 | 23 708 | 23 770 | 23 611 | 23 784 |
|               | 1968   | 1982   | 1999   | 2006   | 2012   | 2015   | 2017   | 2018   | 2020   | 2022   |